# Kesselalm
Die Kesselalm ist eine Alm in den Bayerischen Voralpen. Sie liegt im Gemeindegebiet von Fischbachau.

## Geografie
Das Almgebiet erstreckt sich über einen Sattel westlich des Schweinsbergs, unterhalb dessen auch der Sattelbach entsteht. Etwas südöstlich oberhalb befindet sich die Kothalm.

### Aufstiege
- Von Westen über Birkenstein

### Benachbarte Hütten
- DAV Haus Aiblinger Hütte auf dem Almgebiet